# 殺られてたまるか
『殺られてたまるか』（やられてたまるか）は1960年5月10日公開の日本映画である。監督は若林栄二郎。第二東映製作、時間は72分、シネマスコープ。

## 概要
三田佳子の女優デビュー作である。当初、「石原裕次郎に挑戦する男」のキャッチフレーズで売り出しを図っていた波多伸二が主演する予定であったが、波多がロケ地の本田技研工業埼玉製作所内でオートバイ練習中の事故により死亡したため、代役として梅宮辰夫が主演した。以後第二東映は1961年4月5日公開の『逆襲の街』まで梅宮三田コンビ主演の映画を量産する。

## スタッフ
- 監督：若林栄二郎
- 脚本：松浦健郎
- 企画：植木照男
- 音楽：小川寛興
- 撮影：中尾駿一郎
- 照明：原田一巳
- 美術：下沢敬吾
- 録音：渡辺義夫
- 編集：田中修

## キャスト
- 間宮健次：梅宮辰夫（幼年時代：井上久）
- 間宮良多：千秋実（幼年時代：小森甲二）
- 間宮重次：清水一郎
- 間宮みつ：風見章子
- 白戸寅次郎：花沢徳衛
- 絵島エミ：三田佳子
- 矢口スミ子：久保菜穂子
- 矢口八作：加藤嘉
- 仙波憲亮：佐々木孝丸
- 吉良：曽根晴美
- 部長：斎藤紫香
- バーテン：片山滉
- 石田：岩城力
- 今村：杉義一
- 係官：田川恒夫
- 警官：岡野耕作
- 幹部：松村達雄、小金井秀春、曽根秀介、沢彰謙
- ゲン：山本麟一
- 佐藤：安藤三男